# Scorpaenopsis papuensis
Scorpaenopsis papuensis és una espècie de peix pertanyent a la família dels escorpènids.

## Descripció
- Fa 25 cm de llargària màxima (normalment, en fa 20).[2][3]

## Hàbitat
És un peix marí, associat als esculls de corall i de clima tropical que viu fins als 40 m de fondària.

## Distribució geogràfica
Es troba a l'oceà Pacífic: des d'Indonèsia i les Filipines fins a les illes de la Societat, les illes Ryukyu, la Gran Barrera de Corall i Fiji.

## Observacions
És inofensiu per als humans.